# DLsite
DLsite（ディーエルサイト）は、日本の企業・株式会社エイシスが運営する同人（同人誌・同人ゲーム）、PCソフト（パソコンゲーム・アダルトゲーム）、電子書籍等のダウンロード販売サイト。「DLsite」は2022年現在、全世界会員数が900万以上に到達した。
2018年12月までのサービス名称はDLsite.com（ディーエルサイトコム）。
販売物の対象によってさまざまな部門に分けられており、デジ同人ではその先駆けの1つとされている。

## 沿革
- 1996年7月 - 有限会社アオキシステムにより「ソフトアイランド」の名称で設立。
- 2001年1月 - 有限会社アオキシステムが株式会社エイシスに改組され、サイト名がDLsite.comへ変更される。
- 2003年3月 - デジタルメディアマート（現DMM.com）と提携し、DMM.ADULT（FANZAの前身）の同人コーナーを受託。
- 2004年2月 - 公式サイトを全面リニューアル、英語版のサービスを開始。
- 2005年1月 - 運営会社のエイシスがライブドア傘下となる。
- 2005年8月 - DMMとの提携を解消。
- 2009年3月 - 携帯電話向けサービス「DLsite Mobile」を開設。
- 2009年5月 - 姉妹サイト・GAME999を開設。
- 2010年4月 - 登録サークル数が10000を突破。
- 2010年5月 - 運営会社のエイシスがライブドア傘下を離れ、ゲオの完全子会社となる[3]。
- 2011年5月 - 公式サイトを7年ぶりに全面リニューアルし、審査団体別のカテゴリ撤廃などの再編を実施。
- 2016年5月 - TAIWAN G2 Corporationが「DLsite.com台灣版」を提供開始。
- 2016年8月 - アメリカ合衆国のダウンロード販売サービスImagineVRとの業務提携を開始[4]。
- 2018年2月 - Steamでの一般向けゲームソフト販売事業参入および翻訳サービス事業の提供開始を発表した[5]。2月20日に配信第一弾として、あぶらそば日和の短編ゲーム『Mavi's Journey』が無料で配信された[5]。
- 2018年5月 - Steamで配信するゲームの公募を開始した[6]。
- 2019年1月 - サービス名称が「DLsite.com」から「DLsite」に変更された[7]。
- 2020年6月 - アリスソフト・ランス10の中国語版を発売。
- 2021年3月 - 全年齢の電子書籍売り場が独立して「DLsite comipo」になる[8]。
- 2021年11月 - 作者が許可した作品を有志が翻訳し、作品の販売売上を分配する「みんなで翻訳」を開始[9]。
- 2024年4月 - DLsiteの支払方法として「Visa」「Mastercard」「American Express」の利用が一時停止となった[10]。
- 2025年4月 - 「DLsiteアカウント」の管理と運営を親会社の「株式会社viviON」に移管し、「viviON ID」となった[11]。

## 全年齢

### 同人
- 一般向け同人作品。

### PCソフト
- 一般向けPCソフト。

### 一般コミック（DLsite comipo）
- 一般向け電子書籍（主に商業ベースの漫画作品）。
- オーディオブックなどの取り扱いも行う[8]。2021年12月からはエイシスのグループ会社・株式会社viviONが運営を担っている。

### スマホゲーム
- Android端末向けゲーム。

## 男性成人向け

### 同人
- 成人向け同人作品（Lilithやsofthouse-seal、Nornなどの「企業同人」も含まれる）。

### 美少女ゲーム
- 商業用のアダルトゲーム及びアダルトアニメ[注 1]。

### 青年コミック
- 成人向け漫画・ジュブナイルポルノなど商業ベースの電子書籍。

### スマホゲーム
- 成人向けのAndroid端末向けのゲーム。

## DLSiteがるまに
2011年のリニューアルに際し、2005年に吸収合併したDLfunの「花まるネット」の流れを汲む「Hanamaru」から「Girls Maniax」へ改名。2018年にサイト分割などを経て「DLsiteがるまに」へと改名された。乙女向け／TLとBLで売り場が分かれている。

## 多言語対応
2024年時点で日本語の他に、英語、中国語（簡体中文・繁体中文）、韓国語、スペイン語、ドイツ語、フランス語、インドネシア語、イタリア語、ポルトガル語、スウェーデン語、タイ語、ベトナム語の計14言語でのサイト表示に対応している。
日本語作品を他言語に翻訳した作品販売にも取り組んでおり、DLsiteが主導して翻訳を行う公式翻訳のほか、作者が翻訳許可を出したマンガや音声作品に対して有志の翻訳者が訳す「みんなで翻訳」から生まれた作品の販売も行っている。

## にじGAME
ゲームプラットフォーム。2013年4月9日に「にじよめ」としてオープン。2015年5月PC版オープン。2020年1月29日に「DLsiteにじGAME」に改称。
PCやスマートフォンのブラウザでプレイ可能なゲームを中心に、一部インストール型のゲームやAndroid対応のスマホアプリも配信している。

### 一般ブラウザゲーム
(＊)は18禁要素の入った18禁版も存在する。
- 超銀河船団  ※MAGES./5pb.
- りっく☆じあーす  ※ズー コーポレーション
- 空戦乙女-スカイヴァルキリーズ-(＊)※エイシス/アメイジア
- 神楽大戦(＊) ※エイシス/でぼの巣製作所
- 恋する書店（＊）
- 戦国の戦刃姫（＊）Wakka
Firefoxでは、以前はプレイ可能だったが、Ver.52へのアップグレード時のUnity非対応化に伴い、それ以前のバージョンも含めてWin10でのプレイは不可能となった。なお、Win10以前のOSによるFirefoxでのプレイは一応可能だが進化画面などに不具合が生じるなど一部プレイに支障が来されることがある。

### R18ブラウザゲーム
- ばるはらばるきりーず ※エイシス
2013年にスマホ版が開設されたその後、2015年にPCブラウザ版（ばるはらばるきりーず　ぴーしー）がスタートした。システムはPC版はスマホ版と大きく異なっており、登場する主なキャラに差異はないものの、双方にそれぞれ未登場のキャラがいる。

- 淫乳召喚 ぷるるんフェアリーズ ※エイシス
2015年から「神乳×降臨☆ぷるるんヴァルキリーズ」として大幅リニューアルされた。

## DLチャンネル
コミュニティサイト。DLsiteが開設から20周年の節目を迎えた2016年10月に誕生。DLsiteで取り扱われている作品が網羅されたデータベースや掲示板、インターネット上の情報を記事にまとめるといった機能を有している。

## 他店舗販売
DLsiteでは電子書籍作品(同人誌)を登録販売をしているクリエイターを対象にした提携ストア販売サービスを展開している
かつては以下のダウンロード販売サイトで他店舗販売をしていた。

### 過去の販売パートナー
- DMM.ADULT（現・FANZA） - DMMが2005年に自社で同人の取り扱いを開始したことに伴い提携解消。
- i-Comic（ロジック運営） - 2009年サイトの閉鎖。
- Galge.com（ベクター運営） - 2009年12月に同人コーナーをデジガールストアへ移行した後、2010年2月に閉鎖。
- D-drops（チレッジ運営） - 2010年10月に提携解消。
- 電子書店パピレス - 「委託同人誌」の取り扱い終了により、2011年6月19日に終了。
- マンガ市場DL（株式会社ブックヴィレッジ運営） - サイト自体の閉鎖により、2011年7月1日に終了。
- キャララ!!.CC（ヴューズ運営） - 2012年7月提携解消。2013年12月20日に閉鎖。
- プロップDL On-Line（株式会社オーバーワークス運営） -  運営サイトの閉鎖により、2012年7月提携解消。
- アぷろ～ど!（オーバーワークス運営） -  運営サイトの閉鎖により、2012年7月提携解消。
- DLパフェ（インターピア株式会社運営） -  運営サイトの閉鎖により、2013年3月28日に終了。
- デジガールストア（ベクター運営） -  2013年6月提携解消。2014年1月15日に閉鎖。
- もえこみ (ミラージュ株式会社運営)  - 運営サイトの閉鎖により、2013年10月提携解消。
- FRANKEN(ジャム・ティービー運営)  - super media mallに統合。
- ラブコミ.com (ジャム・ティービー運営)  - 2013年9月提携解消。
- super media mall (ジャム・ティービー運営) - 2013年10月提携解消。
- モビぶっくインディーズ (株式会社モビぶっく運営) - 2015年12月終了。
- アキバイン.com（旧・デジバンク運営） - 2016年3月終了。

### DLsiteに吸収されたサイト
- DLfun - 2001年から2006年9月まで運営。2005年エイシスが買収した後、女性向けの「DLsite花まる」に継承され2011年まで存続した。

## 終了したサービス

### ノベルメイド
2010年3月にベータ版公開、4月より正式サービス開始。ブラウザ上で遊べるアドベンチャーゲームを自作し、無料または有料（最低価格10円から）で提供することが出来た。2013年12月9日にサービスを終了。

### DLsiteレンタル
2017年4月20日運営開始。PCゲームをレンタル出来た。2019年6月28日にサービスを終了。

### DLsite Mobile
2009年3月2日運営開始。フィーチャーフォンにてコミックの閲覧、およびゲームをプレイ出来た。2013年12月24日にサービスを終了。

### Girl's Maniax
2010年9月9日運営開始。フィーチャーフォンにてコミックや小説を閲覧出来た。2012年8月31日にサービスを終了。

### GAME999
2009年5月14日にオープンした、全タイトル999円均一（消費税込み）の特売を行う姉妹サイト。販売タイトルは月替わりで、毎月末に一旦閉店してタイトルの総入れ替えを行い1週間前後の期間を空けて新装開店する。ソフトの購入にはDLsite本体のユーザー登録が必須だが、GAME999での購入はDLsiteのポイントは使えず、ポイント還元も受けられない。
2016年6月のリニューアルを伴い、DLsite内の特設コーナー化。サービスの仕様も変更が行われた。

### DLsite.com G
成人向けを含むゲイ向け同人・商業作品の売り場。2018年10月に閉鎖され、既存の取扱い作品はDLsiteがるまにBL売り場へと引き継がれた。

## ラジオ
- DLラジオ
- 井上麻里奈・下田麻美のIT革命!